# Мозел
Мозел (фр. La Moselle) река је која протиче кроз западноевропске државе Немачку, Француску и Луксембург. Извире на североистоку Француске у планинама Вогези, а затим тече ка северу и једним делом је гранична река између Немачке и Луксембурга. Улива се у Рајну код Кобленца у Немачкој. Дужина тока је 544 km. Ова река је већим делом пловна, све до Меца. 
На њој се налазе градови: Нанси, Мец и Тионвил у Француској, Трир и Кобленц у Немачкој. На Мозелу у Луксембургу је мало место Шенген познато по Шенгенском споразуму. 
Назив потиче од латинске речи Mosella што значи мала Меза (на латинском Mosa). 